# Arnont Pumsiri
Arnont Pumsiri (thailändisch อานนท์ พุ่มศิริ, * 7. Dezember 1998) ist ein thailändischer Fußballspieler.

## Karriere
Arnont Pumsiri erlernte das Fußballspielen in der Jugendmannschaft des Erstligisten Muangthong United. Der Verein aus Pak Kret, einem nördlichen Vorort der Hauptstadt Bangkok, spielte in der ersten Liga des Landes, der Thai League. Hier unterschrieb er 2018 auch seinen ersten Vertrag. Die Saison 2018 wurde er an den Bangkok FC ausgeliehen. Mit dem Klub aus Bangkok spielte er in der dritten Liga, der Thai League 3, der Upper Region. Nach der Ausleihe kehrte er Anfang 2019 zu Muangthong zurück. Der Zweitligist Udon Thani FC aus Udon Thani lieh ihn Anfang 2020 aus. Sein Debüt in der zweiten Liga, der Thai League 2, gab er am 27. September 2020 im Heimspiel gegen den Ranong United FC. Hier wurde er in der 89. Minute für Aorachun Changmoung eingewechselt. Nach vier Zweitligaspielen kehrte er nach der Ausleihe nach Saisonende zu Muangthong zurück. Am 1. Juli 2021 verpflichtete ihn der Drittligist Ayutthaya FC. Mit dem Klub aus Ayutthaya spielte er in der Western Region der dritten Liga. Der Kasetsart FC, ein Zweitligist aus Bangkok, nahm ihn Anfang Januar 2022 unter Vertrag. Für den Hauptstadtverein bestritt er zwölf Zweitligaspiele. Im August 2022 wechselte er zum Ligakonkurrenten Ayutthaya United FC. In der Hinrunde 2022/23 bestritt er für Ayutthaya elf Zweitligaspiele. Zur Rückrunde wechselte er bis Saisonende zum Drittligisten STK Muangnont FC. Der Verein, der ebenfalls in Ayutthaya beheimatet ist, spielte in der Bangkok Metropolitan Region der Liga. Zu Beginn der Saison 2023/24 wechselte er im Sommer 2023 zum Zweitligisten Samut Prakan City FC. Nach einer Spielzeit, in der er 18 Ligaspiele bestritt, wechselte er im Juli 2024 zum Drittligisten Lopburi City FC. Mit dem Verein aus Lop Buri spielt er in der Central Region der Liga.